# Abramovite
L'abramovite è un minerale scoperto nelle incrostazioni delle fumarole del vulcano Kudryavy sull'isola di Iturup nell'arcipelago delle isole Curili (Russia) e riconosciuto dall'IMA nel 2006. Il nome è stato attribuito in onore del mineralogista russo Dmitry Vadimovich Abramov.
La struttura dell'abramovite è caratterizzata da una regolare alternanza di strati pseudo-tetragonale e pseudo-esagonali.
L'abramovite fa parte del gruppo della cilindrite.

## Morfologia
L'abramovite si presenta sotto forma di piccoli cristalli sottili di forma lamellare. Molti cristalli presentano una leggera striatura parallelamente alla lunghezza.

## Origine e giacitura
L'abramovite è stata rinvenuta associata ad anidrite, galena, halite, pirite, pirrotite e wurtzite come incrostazione nelle fumarole alla temperatura di circa 600 °C.